# Один на один (песня)
«Один на один» — песня российской певицы Альбины Джанабаевой, выпущенная в качестве сингла в сентябре 2015 года.

## История
Музыка для песни была написана Отто Нотманом, а слова — Татьяной Нотман. Аранжировка создана Константином Меладзе.
Композиция ознаменовала возвращение певицы на сцену после рождения второго сына, публике была представлена 23 сентября 2015 года. 26 октября был представлен видеоклип, который в течение декабря 2015 года входил в Топ-50 хит-парада «IVI Music».

Работа получилась очень интересной. Для меня это своего рода музыкальный эксперимент, попытка показать свое творчество немного с другой стороны. У песни яркая лирическая драматургия, исполняя ее, я помимо вокальной, ставила перед собой и актерскую задачу.— Альбина Джанабаева

## Чарты
| Чарт                                        | Высшая позиция |
| ------------------------------------------- | -------------- |
| Россия и СНГ (TopHit общий Топ-100)         | 45             |
| Россия (TopHit московский Топ-100)          | 53             |
| Россия (TopHit санкт-петербургский Топ-100) | 89             |
| Украина (TopHit украинский Топ-100)         | 581            |
| Украина (TopHit киевский Топ-100)           | 901            |
| Радиочарт по заявкам TopHit 100             | 42             |

## Критика
Алексей Мажаев из InterMedia в своей рецензии назвал песню «негромкой декларацией о намерениях». Он отметил, что «„Один на один“ звучит как типичная композиция „ВИА Гры“ — баллада с некоторым аранжировочным уклоном в этно», однако «продюсерский гений здесь вступает в противоречие с композиторским — такое ощущение, что подобные мелодии г-н Меладзе производит уже на автомате, в связи с чем слушателю непросто воспринимать их в качестве хитовых новинок». В целом, от Мажаева сингл получил весьма неплохую оценку, критик отметил, что «для light-возвращения Альбины Джанабаевой — самое то», однако и не смог оставить в стороне своеобразную однотипность песни, отметив, что «певица совершенно не собирается экспериментировать, по крайне мере, в ближайшее время, зато готова к роли своеобразной хранительницы традиций».